# Municipio de Lick Creek (condado de Van Buren)
El municipio de Lick Creek (en inglés: Lick Creek Township) es un municipio ubicado en el condado de Van Buren en el estado estadounidense de Iowa. En el año 2010 tenía una población de 469 habitantes y una densidad poblacional de 4,53 personas por km².

## Geografía
El municipio de Lick Creek se encuentra ubicado en las coordenadas 40°51′11″N 92°0′11″O / 40.85306, -92.00306. Según la Oficina del Censo de los Estados Unidos, el municipio tiene una superficie total de 103.43 km², de la cual 102,44 km² corresponden a tierra firme y (0,95 %) 0,98 km² es agua.

## Demografía
Según el censo de 2010, había 469 personas residiendo en el municipio de Lick Creek. La densidad de población era de 4,53 hab./km². De los 469 habitantes, el municipio de Lick Creek estaba compuesto por el 99,36 % blancos, el 0,43 % eran afroamericanos y el 0,21 % eran de una mezcla de razas. Del total de la población el 0,85 % eran hispanos o latinos de cualquier raza.